# Greenlands
Greenlands – dzielnica miasta Redditch, w Anglii, w Worcestershire, w dystrykcie Redditch. W 2011 miejscowość liczyła 8915 mieszkańców.